# 谷澤みき
谷澤 みき（やざわ みき、3月28日 - ）は、日本の漫画家。北海道出身。谷澤生季名義の作品もある。

## 概要
2007年から2008年にかけて、日下さつき名義で芳文社『まんがタイムきららMAX』にて「ディアン先生の弟子」を不定期に掲載。その他、同人活動も行なっている。

## 作品リスト

### 連載終了作品
- ちゃりん娘七海 貯蓄中!! （まんがくらぶオリジナル、竹書房）※谷澤生季・名義
- 妖精さんで遊ぼう! （COMIC Crimson、創美社）※谷澤生季・名義
- ついんえんじぇる （まんがくらぶオリジナル、竹書房）全1巻
- P.パラダイス （office YOU、創美社）

### 主な読み切り作品
- 桃花式（まんがくらぶオリジナル、竹書房）2008年8月号 ※日下さつき・名義